# Freshford, Storbritannien
Freshford är en ort och civil parish i Storbritannien.   Den ligger i kommunen Bath and North East Somerset och riksdelen England, i den södra delen av landet, 150 km väster om huvudstaden London. Freshford ligger 49 meter över havet och antalet invånare är 551.
Terrängen runt Freshford är platt åt sydost, men åt nordväst är den kuperad. Runt Freshford är det ganska tätbefolkat, med 239 invånare per kvadratkilometer. Närmaste större samhälle är Bath, 5,7 km nordväst om Freshford. Trakten runt Freshford består till största delen av jordbruksmark.